# Ichikawa (Hyōgo)
Ichikawa (jap. 市川町 Ichikawa-chō) – miasto w Japonii, na wyspie Honsiu, w prefekturze Hyōgo. Według danych na rok 2020 miejscowość zamieszkiwało 11 231 mieszkańców , a gęstość zaludnienia wyniosła 135,9 os./km².